# Sakai Ryo
Ryo Sakai (sinh ngày 9 tháng 8 năm 1977) là một cầu thủ bóng đá người Nhật Bản.

## Sự nghiệp câu lạc bộ
Ryo Sakai đã từng chơi cho Shonan Bellmare, Montedio Yamagata, Okinawa Kariyushi FC, Thespa Kusatsu và FC Machida Zelvia.